# Evangelisch-reformierte Kirche Bettenhausen (Lich)

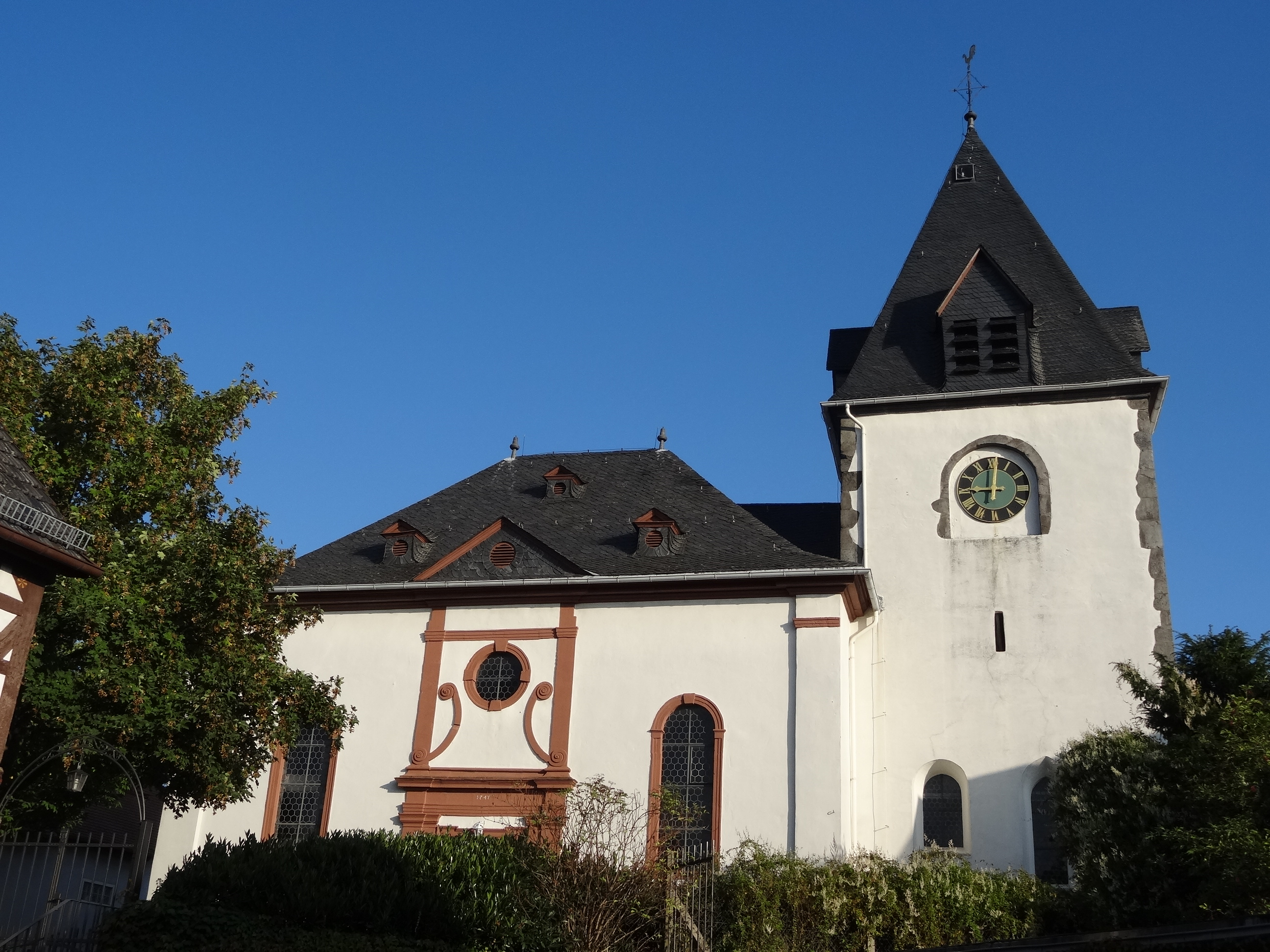
Kirche von Süden

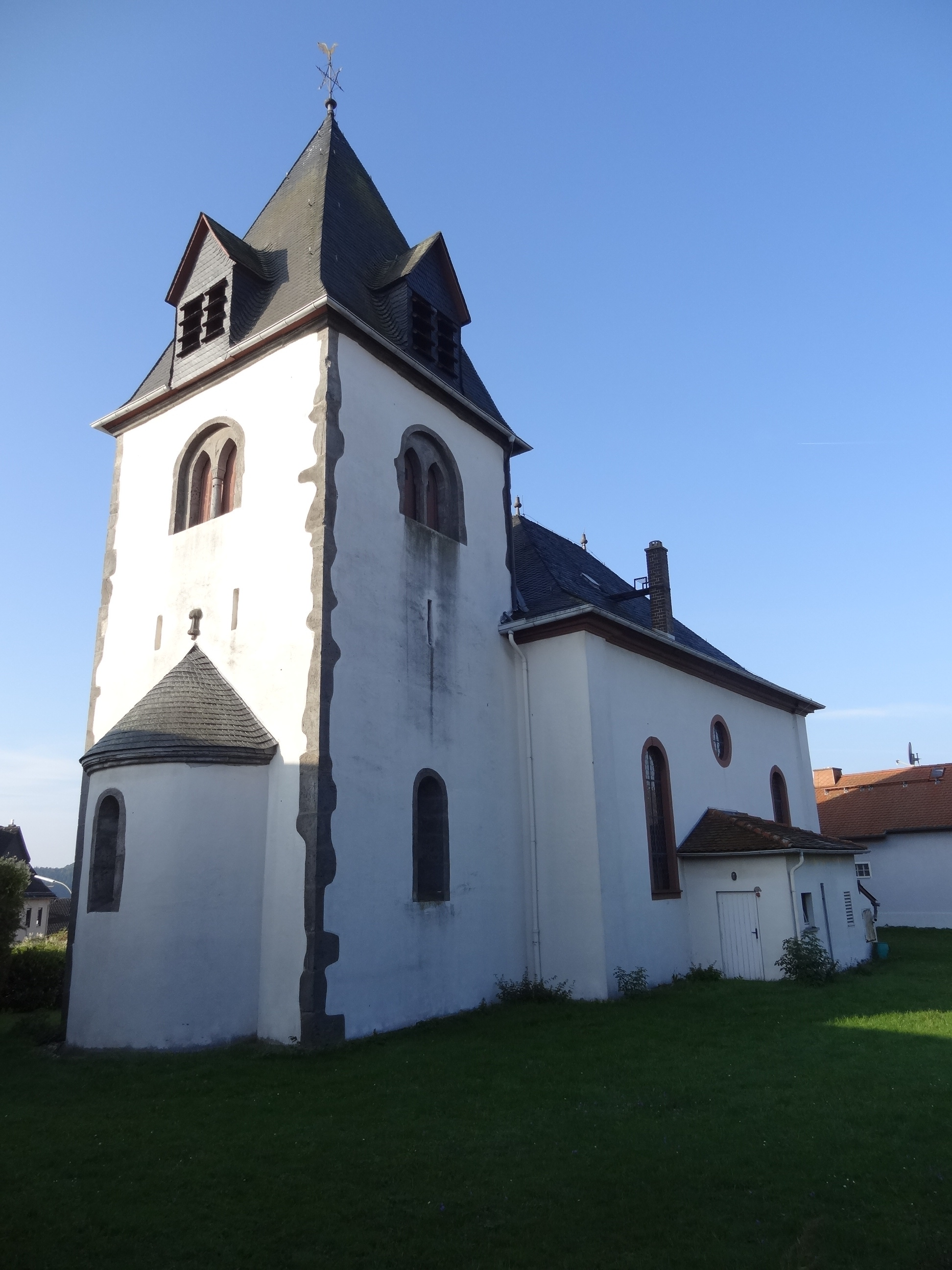
Kirche von Nordost

Die Evangelisch-reformierte Kirche in Bettenhausen, einem Stadtteil von Lich im Landkreis Gießen (Hessen), besteht aus einem frühgotischen Kirchturm des 13. Jahrhunderts und einem spätbarocken Kirchenschiff von 1748. Sie prägt das Ortsbild und ist hessisches Kulturdenkmal.
Die Kirchengemeinde Langsdorf / Bettenhausen gehört zum Dekanat Gießener Land in der Propstei Oberhessen der Evangelischen Kirche in Hessen und Nassau.

## Geschichte
In der Mitte des 13. Jahrhunderts wurde eine Steinkirche mit einem Turm gebaut. Ab 1304 ist Bettenhausen als selbstständige Pfarrei nachgewiesen. Zuvor war die Kirche Filial von Muschenheim. In kirchlicher Hinsicht gehörte der Ort im ausgehenden Mittelalter zum Archidiakonat St. Maria ad Gradus in der Erzdiözese Mainz im Sendbezirk Muschenheim. Mit Einführung der Reformation wechselte Bettenhausen 1555 zum evangelischen Bekenntnis und wurde in diesem Jahr bis 1561 mit der Evangelisch-reformierten Kirche Langsdorf pfarramtlich verbunden. Unter Konrad von Solms-Braunfels wurde die Kirche im Jahr 1582 evangelisch-reformiert.
Am 5. April 1635 wurde das Dorf gebrandschatzt, die Kirche blieb als einziges Gebäude unversehrt. Das mittelalterliche Kirchenschiff wurde im Jahr 1747 aufgrund von Baufälligkeit abgerissen und durch einen Neubau ersetzt, der am 29. Oktober 1748 eingeweiht wurde. Der Turm blieb erhalten.
Im Jahr 1850 wurde eine Nordempore eingebaut. Eine Innenrenovierung erfolgte 1968/1969, bei der das Gestühl unter Einbeziehung der alten Wangen erneuert und die alte Farbfassung wiederhergestellt wurde. Eine Renovierung 2021/2022 umfasste die Reparatur der Dächer von Kirche und Turm sowie die Erneuerung der Heizung, Elektrik und Beleuchtung. Der Fußboden wurde mit Sandsteinplatten belegt, die Originalfarben an Wänden und Decke wiederhergestellt und die Außenanlagen neu gestaltet.

## Architektur

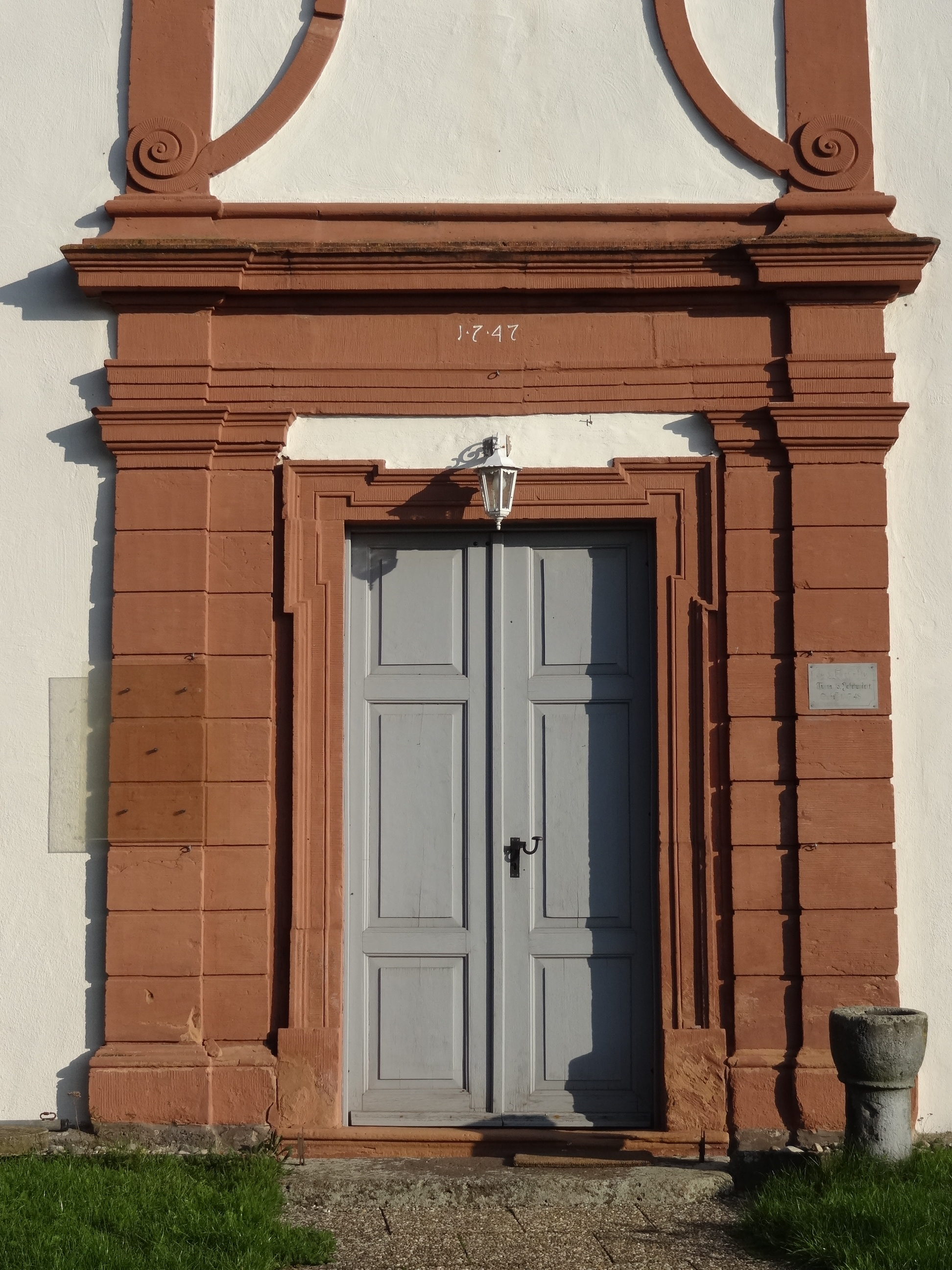
Südportal

Die geostete Kirche liegt inmitten eines fast kreisrunden, ummauerten Friedhofs auf dem höchsten Punkt des Ortes. Sie hatte ursprünglich wehrhaften Charakter.
Der dreigeschossige, ungegliederte Ostturm ist auf unregelmäßig rechteckigem Grundriss errichtet und entstand unter Einfluss der Arnsburger Bauhütte. Er hat eine halbrunde Ostapsis, die ein schmales Rundbogenfenster aufweist (0,33 Meter breit, 1,62 Meter hoch) und von einem halben Kegeldach abgeschlossen wird. Die Gewände der Fenster und Türen, das Sockelprofil und die Eckquaderung des Turms sind aus Lungstein gefertigt. Im mittleren Geschoss sind nach drei Seiten Schießscharten angebracht, darüber vier gekuppelte Spitzbogenfenster in rundbogigen Nischen. Das Südfenster wird von dem Zifferblatt verdeckt. Das Zeltdach aus der Zeit vor 1400 mit dem mittelalterlichen Dachwerk hat an allen vier Seiten Giebelhauben und wird von Turmknopf, Kreuz und Wetterhahn bekrönt. Die Turmhalle ist gewölbt; die breiten Birnstabrippen ruhen auf Ecksäulen mit runden Sockeln und Basen und schlichten Kapitellen.
Ein großer rundbogiger Triumphbogen, der beim Kirchneubau vergrößert wurde, verbindet den Chorraum mit der Saalkirche. Das spätbarocke Gotteshaus auf rechteckigem Grundriss ist an allen Seiten symmetrisch und hat Eckpilaster aus Sandstein. Wahrscheinlich wurde der Lungsteinsockel vom Vorgängerbau übernommen. Das verschieferte Dach ist auf beiden Seiten abgewalmt, wodurch das Kirchenschiff eine größere Eigenständigkeit erhält. Es hat kleine Gauben mit Rundfenstern. In den beiden Langseiten und der Westseite belichten große Rundbogenfenster in Sandsteingewänden den Innenraum. Mittig in der Südseite tritt risalitartig der Portalbereich hervor. Das rechteckige Südportal wird von Pilastern flankiert und mit einem klassizistischen profilierten Gesims abgeschlossen. Darüber vermitteln zwei geschwungene Sandsteinbänder, die in Voluten enden, zu einem Rundfenster. Das Westportal weist dieselbe Form auf, ist aber schlicht gestaltet.

## Ausstattung

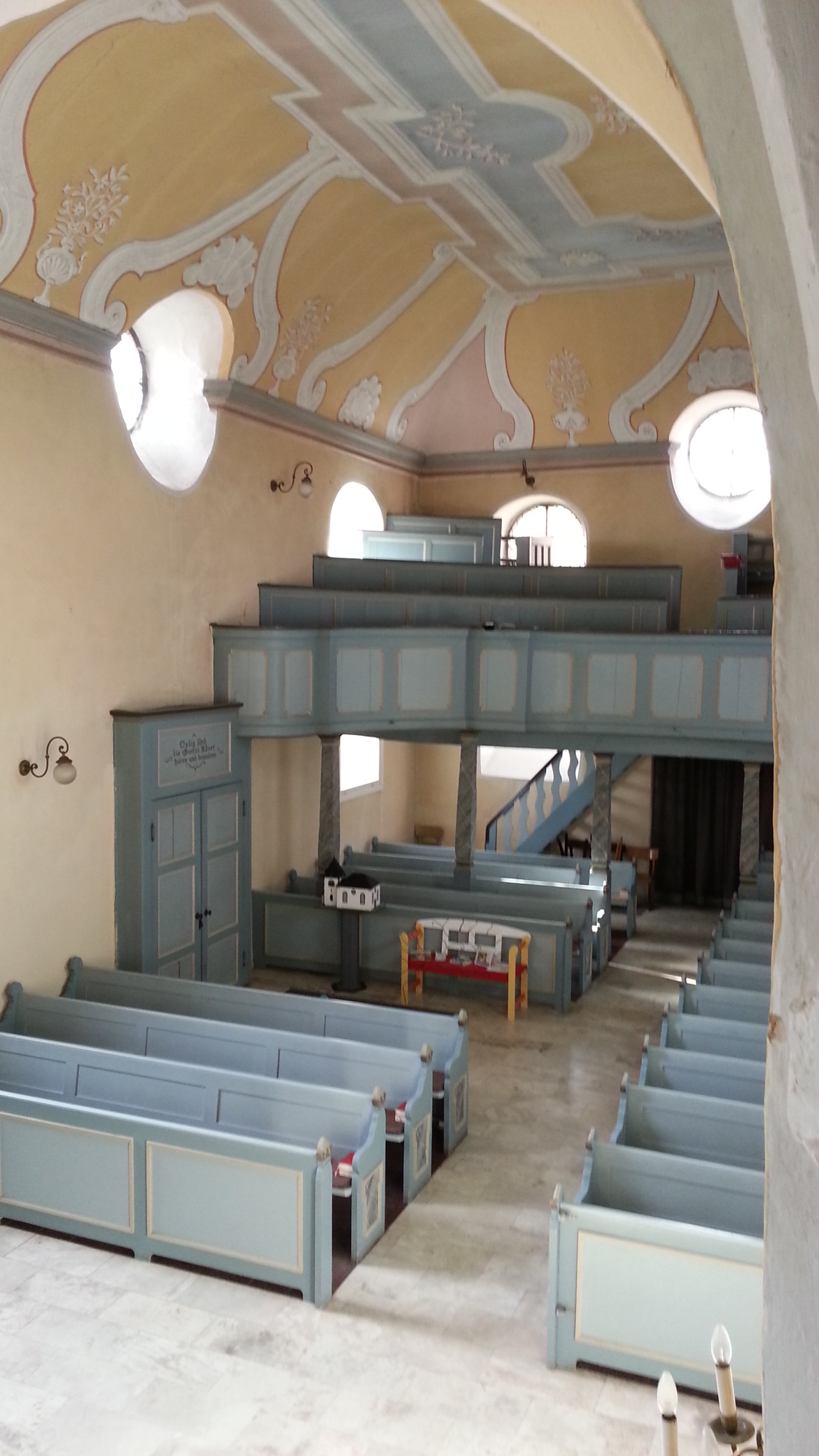
Innenraum Richtung Westen

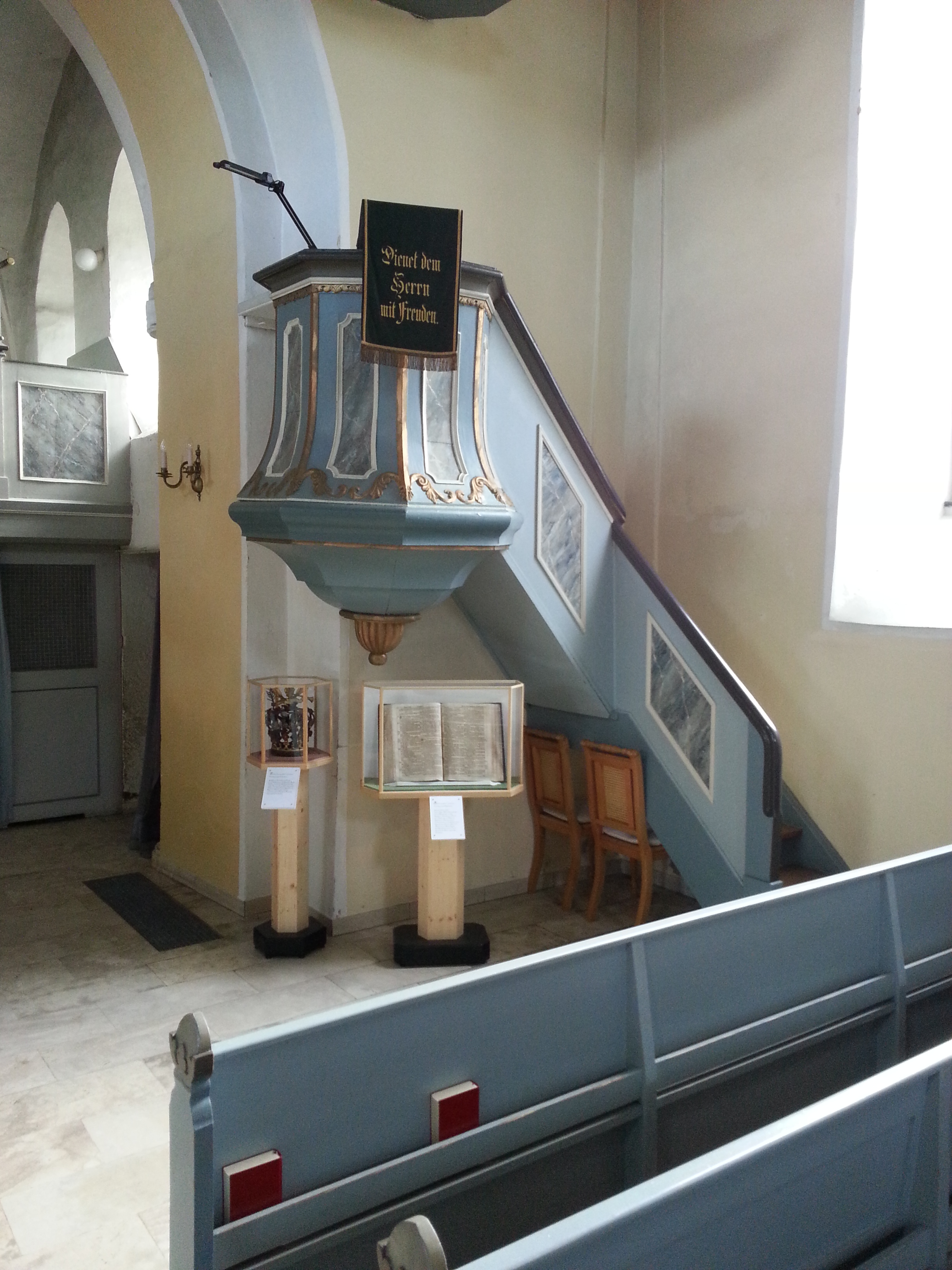
Kanzel

Der Innenraum wird von einer Muldendecke abgeschlossen, die durch Stuckornamente gegliedert und mit Muscheln, Vasen und Zweigen verziert wird. Das profilierte Deckengesims wird an den drei freien Seiten durch je ein Rundfenster unterbrochen. Die geschwungene und kassettierte Westempore ist in mehreren Ebenen gestaffelt. Sie ruht auf viereckigen, marmorierten Holzpfosten. Die 1850 ergänzte Nordempore mit schlichteren Pfosten war hingegen gerade und zerstörte die Symmetrie der Westempore. Sie wurde 2021 entfernt. Farblich wird der Innenraum einheitlich von Blau- und Gelbtönen beherrscht. Die hölzerne Einrichtung ist in Blau gefasst.
Die Kanzel aus der Erbauungszeit der Kirche besteht aus dem gewinkelten Aufgang, dem achtseitigen Kanzelkorb mit konkaven Feldern und dem achteckigen Schalldeckel. Die Kanzelfelder werden durch schmale, profilierte Rechtecke mit abgerundeten Ecken und eine durchlaufende Volutenranke belebt. Der geschwungene Altar aus derselben Zeit ist aus schwarzem, weiß-gelb geädertem Marmor gefertigt. Vor der Kirche ist das romanische Weihwasserbecken aufgestellt. Das in zwei Reihen aufgestellte hölzerne Kirchengestühl lässt einen Mittelgang frei.
Die Totenkrone aus dem 18. Jahrhundert besteht aus einem Lorbeerreifen, aus dem Palmzweige mit Engelköpfen aufsteigen, und wird von einem Posaune blasenden Engel bekrönt. Das getriebene Eisen ist gold, rot und grün gefasst. Die Krone wurde unverheiratet Verstorbenen auf den Sarg gelegt.

## Orgel

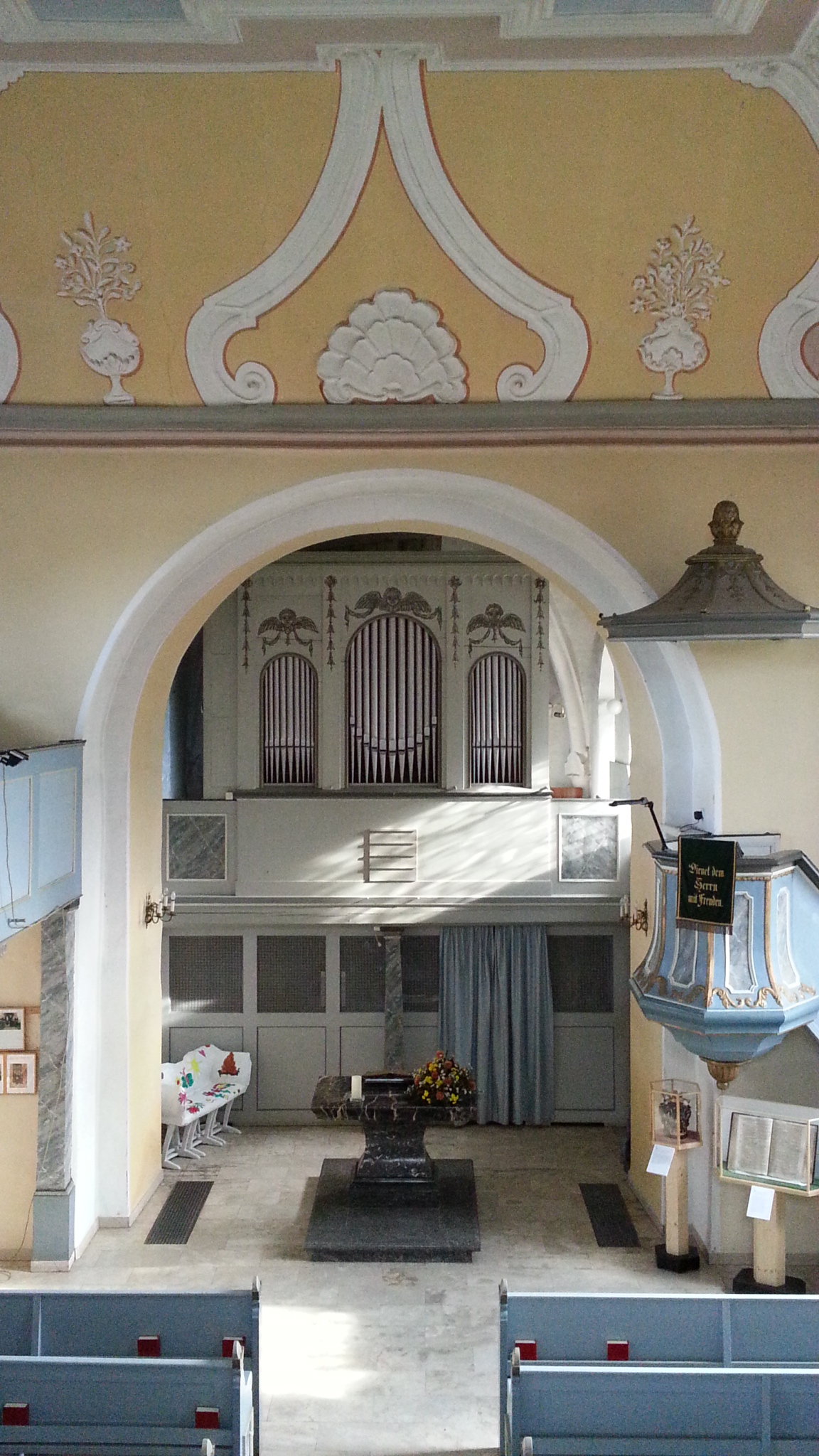
Förster-Orgel von 1854

Über die Orgel in der Vorgängerkirche ist nichts Näheres bekannt. Johann Georg Förster baute im Jahr 1854 ein neues Werk mit zehn Registern auf einem Manual und Pedal. Bis auf die alten Bälge und den Prinzipal, der 1935 durch Zinkpfeifen ersetzt wurde, ist das Instrument noch original erhalten. Die Disposition lautet wie folgt:
| I Manual C–f3 |     |
| Quintatön     | 16′ |
| Principal     | 8′  |
| Hohlflöte     | 8′  |
| Bourdon       | 8′  |
| Salicional    | 8′  |
| Octav         | 4′  |
| Flauto dolce  | 4′  |
| Cornett IV–V  | 2′  |

| Pedal C–d1 |     |
| Subbaß     | 16′ |
| Octavbaß   | 8′  |

- Koppeln: I/P

## Glocken
Der Turm beherbergt drei Bronzeglocken. Glocke 2 ist Ersatz für eine eingeschmolzene Glocke von F. W. Rincker aus dem Jahr 1921, die wiederum eine Glocke von Jacob und Philipp Bach aus dem Jahr 1823 ersetzte, die 1917 eingeschmolzen wurde.
| Nr. | Gussjahr | Gießer, Gussort             | Durchmesser (mm) | Inschrift |
| 1   | 1712     | Philipp Schweitzer, Werdorf | 810              | „EIN TOD METALL UND THONEND ERZ RUFFT DIR O CHRIST BEREIT DEIN HERTZ ZV GOTT \| \| \| \| \| D MENSCHENDIENST [Salbeiblatt] A O 1712 [etwa 32 misslungene Buchstaben] [Salbeiblatt] PHL SCHWEITZER WERDORF GOS MICH [Salbeiblatt, Relief mit David mit Harfe]“ |
| 2   | 1954     |                             |                  | |
| 3   | 1712     | Philipp Schweitzer, Werdorf | 700              | „ICH GLEICH MICH MIT DEN UBRIGEN OBWOHLEN BIN DIE KLEINSTE LASST EVRE OHREN OFFEN SEIN DAS HERTZ AHM ALLERMEINSTE PHL SCHWEITZER WERDORF GOSM AO MDCCXII MEN AVG. CONRAD ROTH BAUMEISTER [3 Salbeiblätter]“                                                   |